# Mściów
Mściów – wieś sołecka w Polsce położona w województwie świętokrzyskim, w powiecie sandomierskim, w gminie Dwikozy.
W latach 1975–1998 miejscowość administracyjnie należała do województwa tarnobrzeskiego.
Znajduje się tu filia biblioteki gminnej i szkoła podstawowa.
Obecnie jest to wieś rolnicza (głównie uprawa warzyw i sadownictwo).
Przez wieś przechodzi zelektryfikowana linia kolejowa dwutorowa.

## Części wsi
| SIMC    | Nazwa     | Rodzaj           |
| ------- | --------- | ---------------- |
| 0790278 | Błonie    | część wsi Mściów |
| 0790284 | Nowa Wieś | część wsi Mściów |
| 0790290 | Podgaje   | część wsi Mściów |
| 0790309 | Przedanki | część wsi Mściów |

## Historia
Historia Mściowa sięga początków państwa polskiego. Według Jana Długosza Msczyów i Msczynyów, to jest Mszczujów od imienia kasztelana sandomierskiego Mszczuja. W XII wieku była to wieś rycerska. Miała być dziedzictwem Jakuba z Koniecpola herbu Pobodze. Następnie stanowiła uposażenie kościoła św. Piotra w Sandomierzu.
Na przełomie XV i XVI wieku wieś w dobrach słupeckich (Słupczy) 
W 1508 r. Jan Słupecki z Konar dziedziczył Słupczę, Mściów, Goczałkowice, Kamień. Szczytniki, Niecieczę, części Sadowia, Czermina i Rzeczyc, płacił z tych dóbr podatku 10 grzywien i 24 grosze.

Po jego śmierci w 1578 roku wdowa po nim Elżbieta prowadziła proces przeciwko dzieciom. Właścicielem dóbr Słupcza z przyległościami w tym Mściów został syn Samuel Słupecki.

## Parafia
Znajduje się kościół parafialny pw. Matki Boskiej Częstochowskiej z 1987, którego proboszczem jest ks. kanonik Lech Siekierski. Do parafii Mściów należą wsie: Mściów i Nowy Kamień (2 km).